# Toyota Ipsum
Toyota Ipsum – 7-miejscowy minivan produkowany przez japońskie przedsiębiorstwo Toyota.

## Pierwsza generacja (Toyota Picnic)

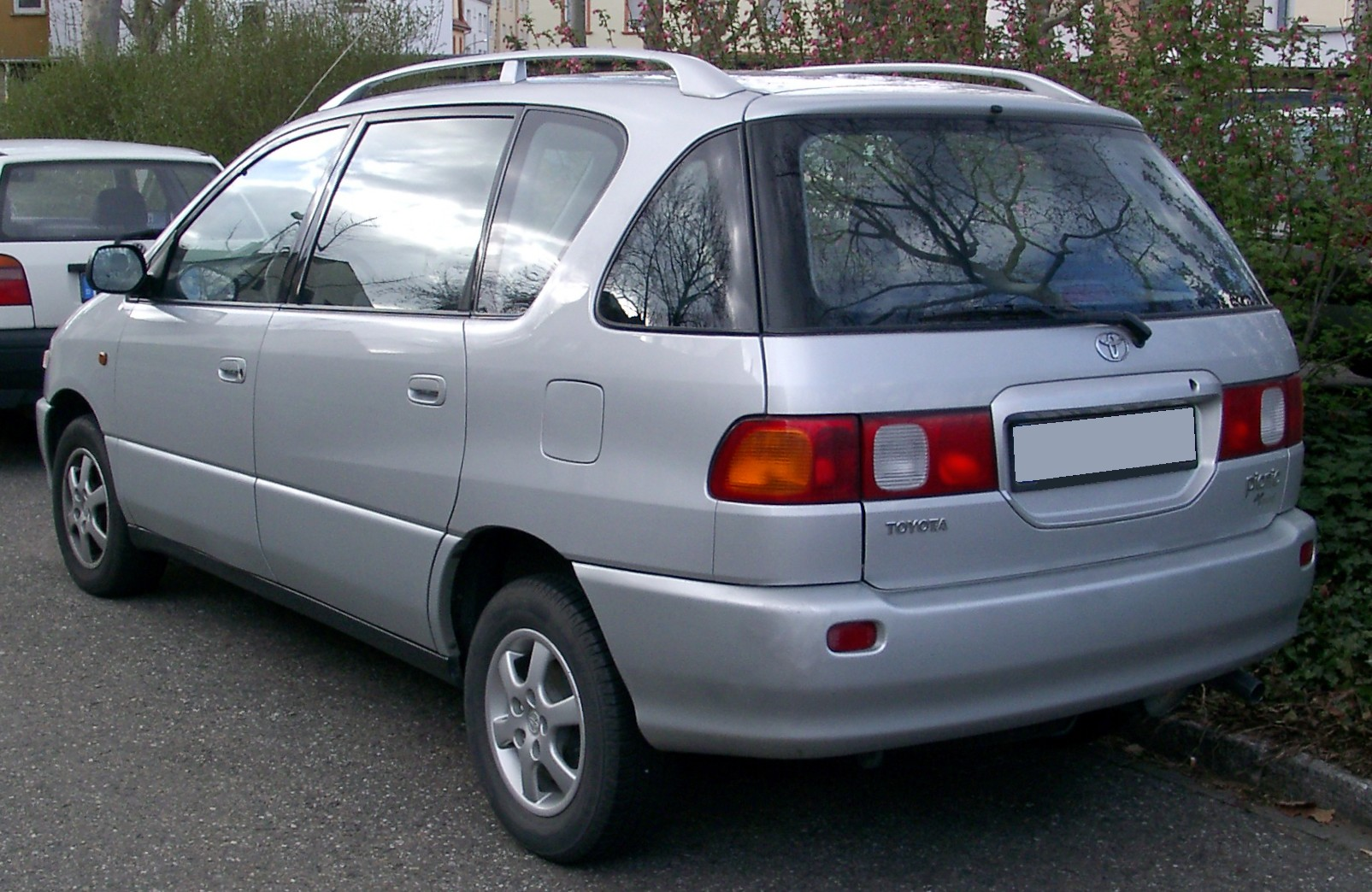
Toyota Picnic, tył

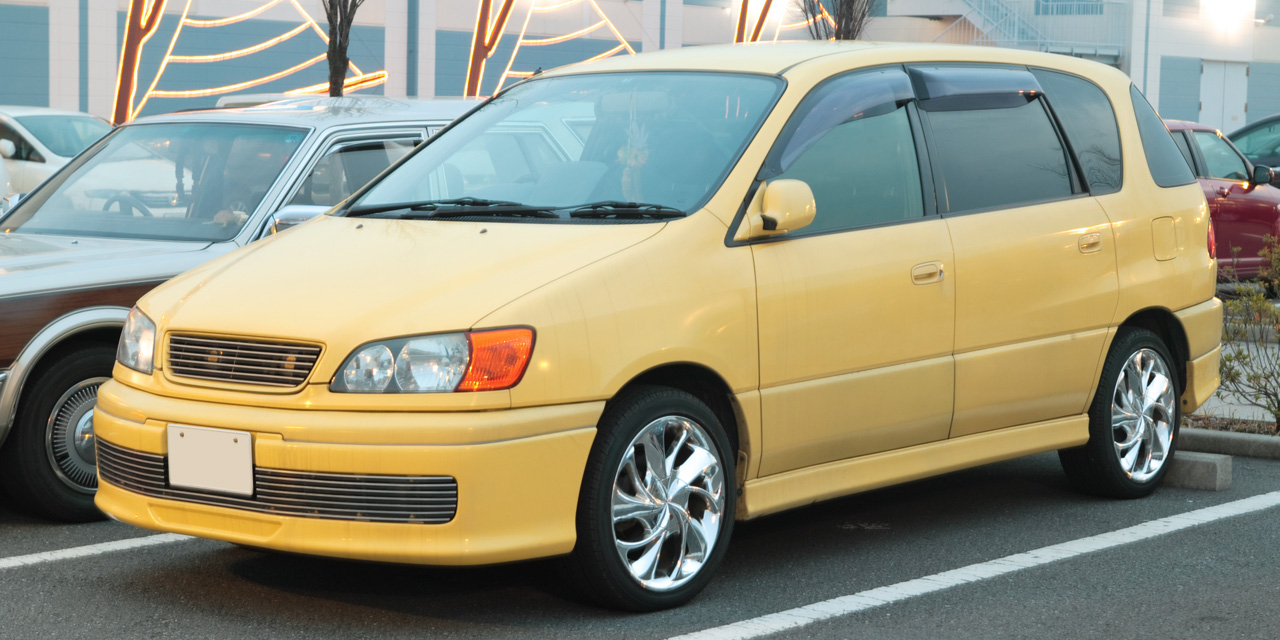
Toyota Ipsum, wersja US

Pierwsza generacja o nazwie Ipsum w Japonii oraz Toyota Picnic i Toyota SportsVan na rynkach zagranicznych była produkowana w latach 1995-2001 (pierwsze pojazdy eksportowane pojawiły się w 1996 roku). Samochód mógł być wyposażony w jeden z dwóch 4-cylindrowych benzynowych silników rzędowych o 16 zaworach, o pojemnościach 1,8 i 2,0 l, lub silnik wysokoprężny o pojemności 2,2 l.

## Druga generacja

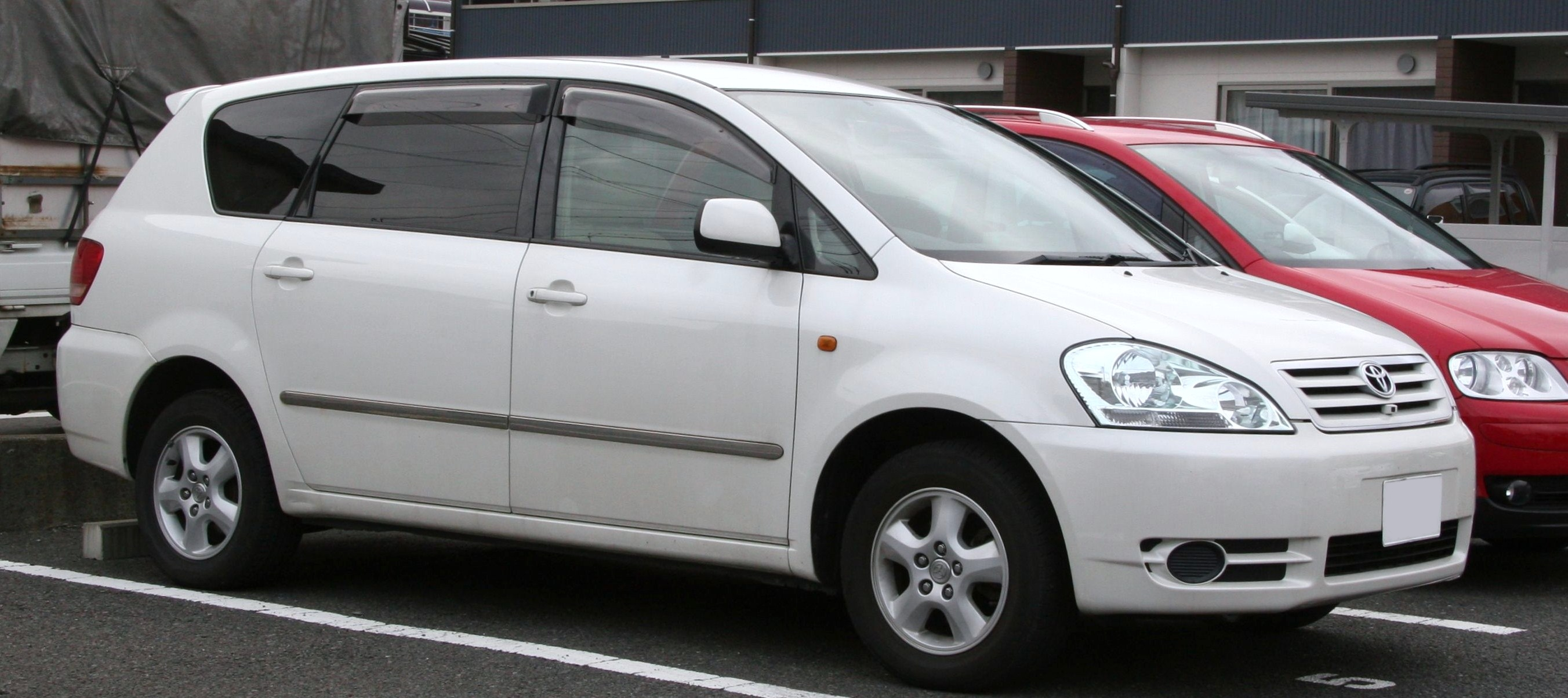
2001-2003 Toyota Ipsum (Avensis Verso)

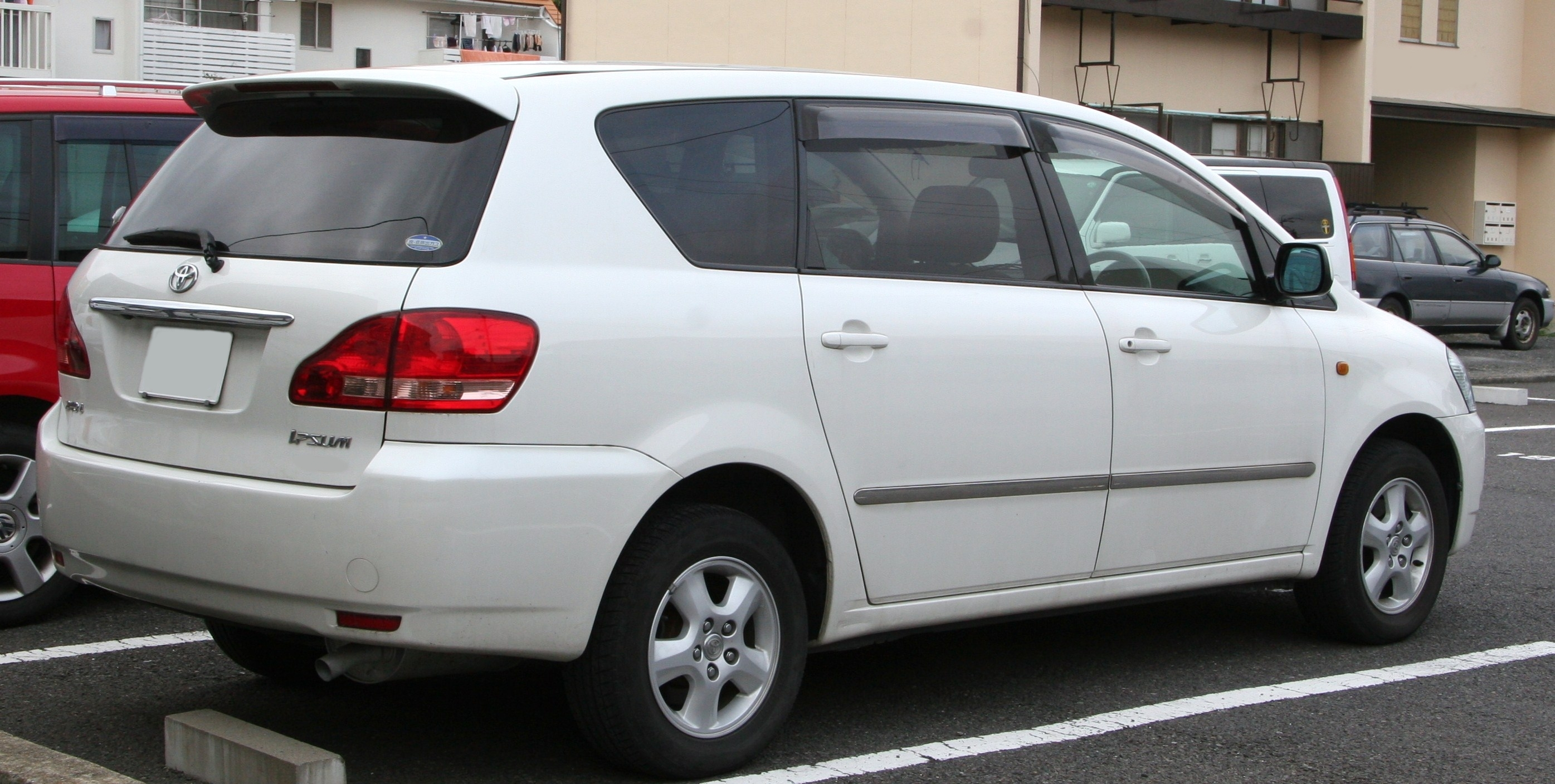
2001-2003 Toyota Ipsum (Avensis Verso)

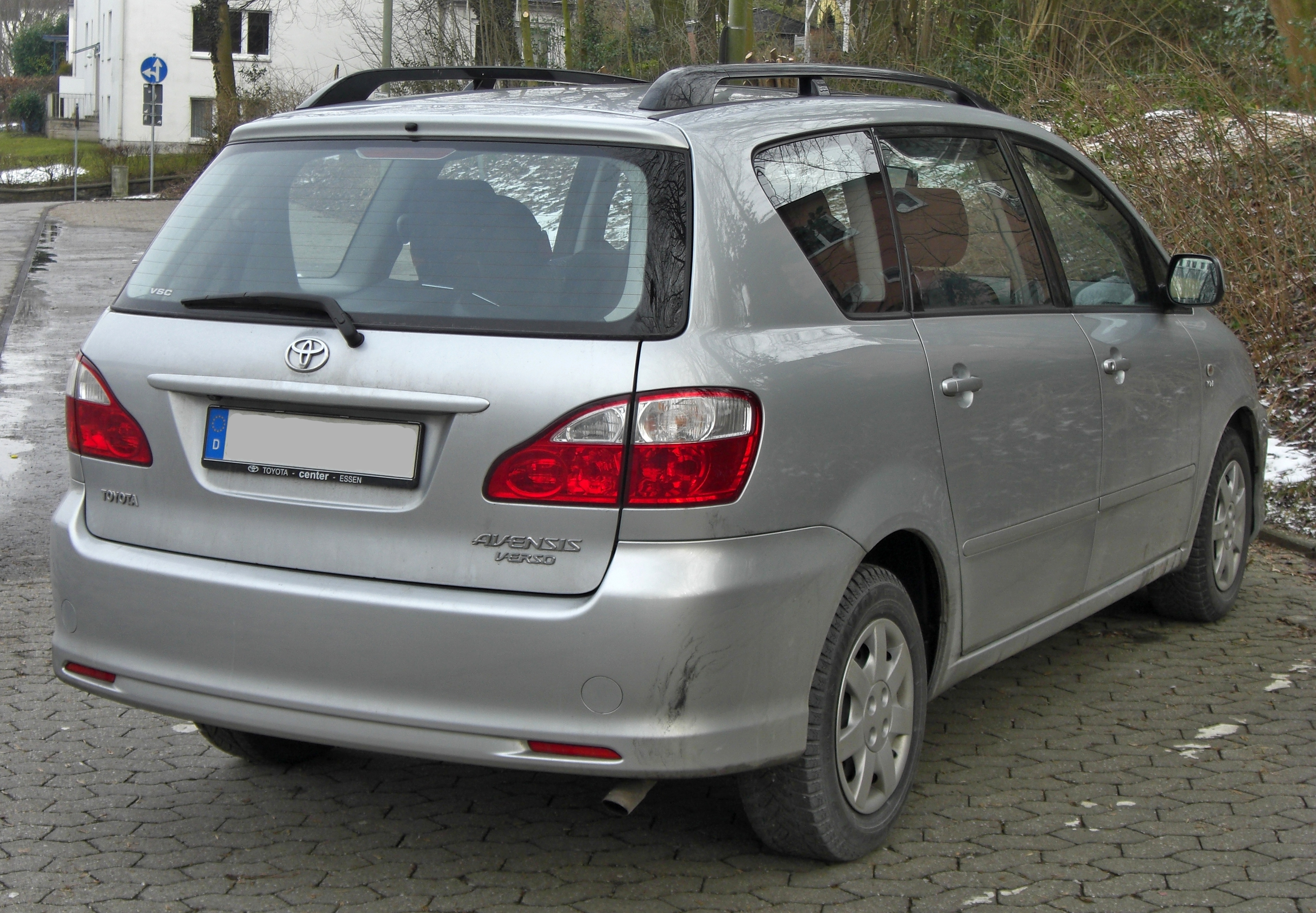
Toyota Avensis Verso po liftingu, 2003-2009

Druga generacja oparta została na płycie podłogowej modelu Avensis. Zadebiutowała w 2001 roku na rynku japońskim i europejskim, gdzie sprzedawana była pod nazwą Avensis Verso. Charakteryzowała się powiększonym rozstawem osi i większą ilością miejsca w kabinie. Oprócz silników benzynowych o pojemnościach 2,0 l i 2,4 l, dostępna była także wysokoprężna jednostka o pojemności 2,0 l.